# Paromalus fissus
Paromalus fissus är en skalbaggsart som beskrevs av Lewis 1888. Paromalus fissus ingår i släktet Paromalus och familjen stumpbaggar. Inga underarter finns listade i Catalogue of Life.